# Froidos
Froidos é uma comuna francesa na região administrativa do Grande Leste, no departamento de Meuse. Estende-se por uma área de 8.74 km², e possui 93 habitantes, segundo o censo de 2018, com uma densidade de 11 hab/km².